# Factor 5
A Factor 5 (Factor 5 GmbH, amerikai ág: Factor 5, Inc) egy független szoftver- és videójátékfejlesztő társaság.

## Cégtörténet
A céget öt korábbi Rainbow Arts alkalmazott alapította 1987-ben Kölnben, mely 5-ös szám inspirálta a stúdió nevét. A munka eleinte a számítástechnikai egyetemi tanulmányok mellett folyt és leginkább Amigára írt játékokat jelentett.
Első mérsékelt sikert a Katakis nevű R-Type-klón játékkal érték el. A futási teljesítmény és a hasonlóság olyan nagy volt, hogy az R-Type jogtulajdonosa, az Activision – amely nem talált fejlesztőt akkoriban – olyan ajánlattal kereste meg őket, hogy vagy elkészítik az R-Type Amiga-változatát nekik, vagy beperlik őket szerzői jogok megsértése miatt.
Nagy sikerük a Turrican akciójáték elkészítése volt a Rainbow Arts szoftvertervezője, Manfred Trenz tervei, illetve a Commodore 64-ra írt változat alapján. A Factor 5 felelt az Amiga és az Atari ST verziókért. 1991-ben, a Turrican II elkészülte után a videójáték-konzolok felé fordultak és elkészítették saját fejlesztői programozó készletüket Super Nintendo Entertainment Systemre és Mega Drive-ra. 1992-ben a Turrican folytatásain túl dolgoztak a LucasArtsnak és a Konaminak is. 1993-ban valósították meg utolsó fejlesztésüket Amigára, a Turrican 3-at a Neon Studios közreműködésével. 1996-ig fejlesztettek SNES-re és Mega Drive-ra, majd átnyergeltek a PlayStationre, a LucasArts partnerségében.

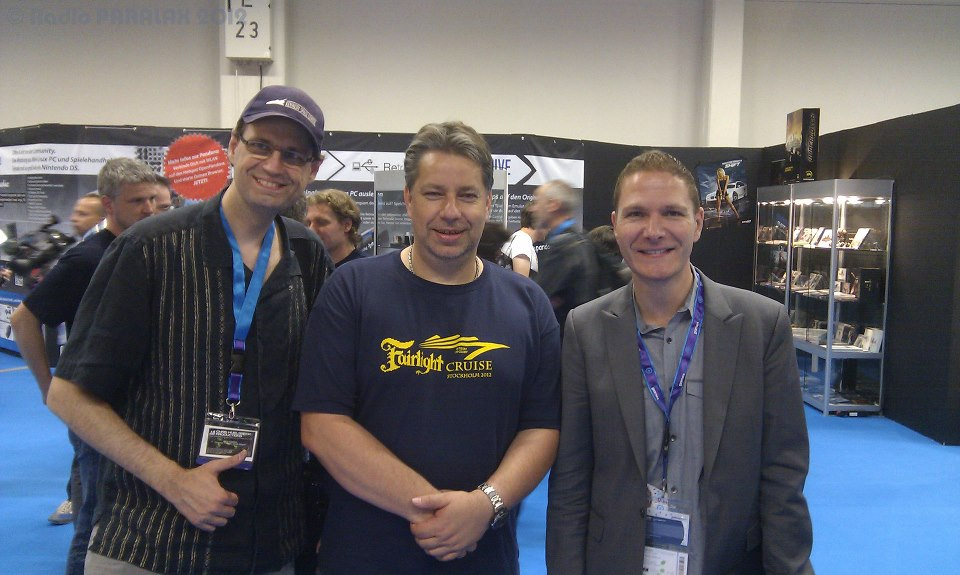
Chris Hülsbeck (b), Willi Bäcker (k), Julian Eggebrecht (j) a 2012-es Gamescom-on

Az észak-amerikai partnerekkel való szorosabb együttműködés érdekében 1996 májusában megalapították a Factor 5, Inc amerikai leányvállalatot és ez év végére a németországi fejlesztő csapat magja áttelepült a kaliforniai San Rafaelbe, a LucasArts szomszédságába. A Factor 5 amerikai leányvállalatának elnöke az öt társ-alapító egyike, Julian Eggebrecht volt. Míg a LucasArtsnak játékokat, addig a Nintendónak játékfejlesztői eszközöket (middleware tools) fejlesztettek.
2009 májusában a Brash Entertainment videójáték-kiadó, mellyel a legtöbb szerződésük volt, csődbe ment és ez magával rántotta a Factor 5 amerikai leányvállalatát, melyet be kellett zárni. Az eredeti német cég, Achim Moller vezetésével talpon maradt, mivel elkülönült üzletpolitikát folytatott amerikai leányvállalatától.
2011 januárjában Achim Moller felszámolta a Factor 5 GmbH-t és a játéklicenceket átruházta Az "Eggebrecht, Engel, Schmitt GbR" partneri társaságnak.
2017. március 15-én Julian Eggebrecht bejelentette a Factor 5 GmbH újjáalapítását és a Turrican franchise jogainak visszaszerzését.

## Játékok

### Factor 5 GmbH

#### Amiga
- 1988: Katakis
- 1989: R-Type
- 1990: Turrican
- 1990: Masterblazer (intro only)
- 1991: Turrican II: The Final Fight
- 1991: The Adventures of Quik & Silva (under the pseudonym New Bits on the RAM)
- 1992: Metal Law (under the pseudonym New Bits on the RAM)
- 1992: BC Kid
- 1993: Turrican 3 (conversion program by Neon Studios)
- 1994: Tony & Friends in Kellogg’s Land

#### Atari ST
- 1990: Turrican
- 1991: Turrican II: The Final Fight
- 1991: The Adventures of Quik & Silva (under the pseudonym New Bits on the RAM; port of Amiga version)

#### Super Nintendo Entertainment System
- 1993: Super Turrican
- 1994: Indiana Jones’ Greatest Adventures
- 1995: Super Turrican 2

#### Sega Mega Drive/Genesis
- 1993: Mega Turrican (released in 1994)
- 1994: Mega Bomberman 8-players (unpublished demo)
- 1995: Indiana Jones’ Greatest Adventures (unpublished)
- 1996: International Superstar Soccer Deluxe

#### Game Boy
- 1994: Contra: The Alien Wars
- 1995: Animaniacs

#### PC
- 1994: Tony & Friends in Kellogg’s Land

#### PlayStation
- 1996: Star Wars: Rebel Assault II: The Hidden Empire
- 1997: Ballblazer Champions

### Factor 5, Inc

#### Nintendo 64
- 1998: Star Wars: Rogue Squadron
- 1999: Resident Evil 2 (Sound Compression Technology)
- 1999: Elmo’s Letter Adventure (Sound Compression Technology)
- 2000: San Francisco Rush 2049 (Sound Compression Technology)
- 2000: Star Wars: Episode I: Battle for Naboo
- 2000: Indiana Jones and the Infernal Machine
- 2000: Pokémon Stadium (Sound Compression Technology)

#### Windows
- 1999: Star Wars: Rogue Squadron 3D
- 2001: Star Wars: Episode I: Battle for Naboo

#### Nintendo GameCube
- 2001: Star Wars Rogue Squadron II: Rogue Leader
- 2003: Star Wars Rogue Squadron III: Rebel Strike

#### PlayStation 3
- 2007: Lair

#### Törölt játékok
- Animal Wars (PS3)[8]
- Icarus reboot of Kid Icarus (Wii) [9]
- Untitled Pilotwings project (GameCube) [10]
- Star Wars Rogue Squadron: Rogue Leaders Wii (completed but unreleased) (Wii)[11]
- Superman (PS3, Xbox 360, Wii)[12]
- Turrican: Cyclone (PS3)[13]
- Virus (PS3)[8]
- WeFly (Wii)[14]

## Technológiák
- DivX for Xbox SDK - A DivXNetworks, Inc. számára fejlesztett szoftverfejlesztő készlet[15]
- DivX for Gamecube SDK - A DivXNetworks, Inc. számára fejlesztett szoftverfejlesztő készlet[15]
- MusyX: Dolby Sound Tools for Nintendo 64, Game Boy[16]

## Fordítás
Ez a szócikk részben vagy egészben  a   Factor 5 című angol Wikipédia-szócikk fordításán alapul.  Az eredeti cikk szerkesztőit annak laptörténete sorolja fel. Ez a jelzés csupán a megfogalmazás eredetét és a szerzői jogokat jelzi, nem szolgál a cikkben szereplő információk forrásmegjelöléseként.